# Maria Callist Soosa Pakiam
Maria Callist Soosa Pakiam (ur. 11 marca 1946 w Marthandonthura) – indyjski duchowny rzymskokatolicki, w latach 2004–2022 arcybiskup Trivandrum.